# Dak Dam
Dak Dam es una comuna (khum) del distrito de Ou Reang, en la provincia de Mondol Kirí, Camboya. En marzo de 2008 tenía una población estimada de 1472 habitantes.
Se encuentra ubicada al este del país, cerca de la orilla del río Srepok —afluente del río Mekong— y de la frontera con Vietnam.